# 伊安尼·佩卡迪斯
伊安尼·佩卡迪斯（英語：Yianni Perkatis，1994年3月8日—），是一名澳洲職業足球員，司職中場，現效力澳職球會西悉尼流浪者。
2012年加入西流青年隊，一年後轉會職業，不過由於年紀尚輕，未獲太多上陣機會。